# Kościół św. Jana Chrzciciela w Sieniawie
Kościół św. Jana Chrzciciela w Sieniawie – dawny kościół parafialny z 1753 roku, w latach 1788–1947 cerkiew greckokatolicka pw. Podwyższenia Krzyża Świętego, od lat 80. XX wieku kościół pw. św. Jana Chrzciciela.

## Kościół rzymskokatolicki

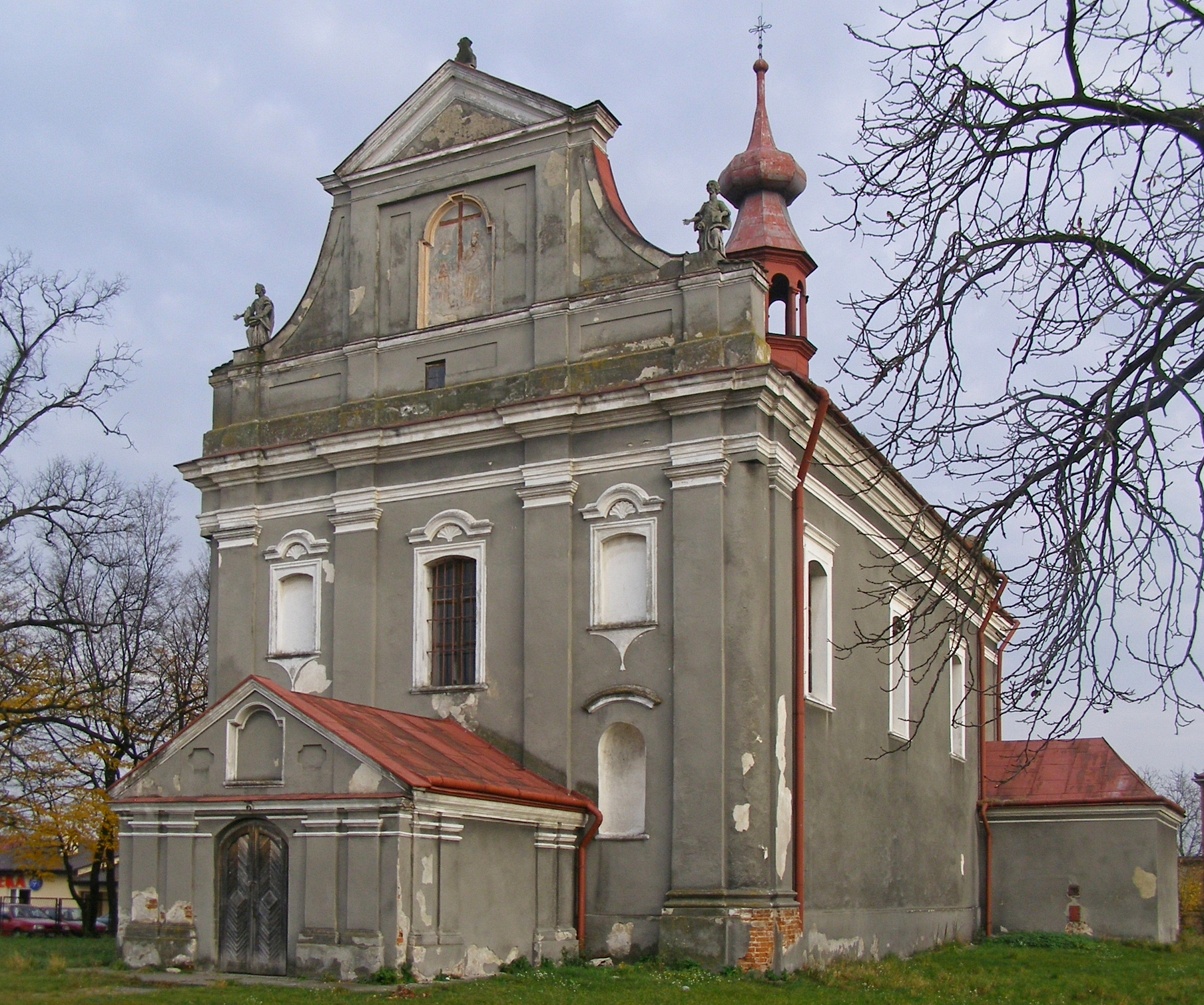
Obiekt przed remontem (2008)

Na terenie wsi Dybków w 1571 roku, jego właściciel Jan Kostka ufundował drewniany kościół parafialny, który został w 1624 roku zniszczony podczas najazdu tatarskiego. W 1629 roku na tym miejscu zbudowano następny drewniany kościół. W 1672 roku na terenie Dybkowa, zostało założone miasto Sieniawa, które w 1676 roku uzyskało prawa miejskie, a kościół znalazł się w granicach miasta Sieniawy.  
Z powodu złego stanu technicznego kościół drewniany w 1747 roku został rozebrany, i przystąpiono do budowy kościoła murowanego, którego budowę ukończono w 1754 roku. Kościół zbudowano w stylu barokowym z drewnianą kopułą, kryty gontem i otoczony murowanym ogrodzeniem z bramką i dzwonnicą. Kościół został w 1754 roku konsekrowany przez bpa Wacława Hieronima Sierakowskiego. W 1777 roku podczas pogrzebu austriackiego żołnierza od salwy armatniej zapalił się dach i kościół spłonął. Staraniem Augusta Czartoryskiego kościół odbudowano.

## Cerkiew greckokatolicka
20 grudnia 1788 roku kościół został przez władze austriackie zamieniony na Cerkiew greckokatolicką pw. Podwyższenia Krzyża Świętego, a parafia rzymskokatolicka została przeniesiona do po-klasztornego  kościoła pw. Wniebowzięcia NMP, z którego w wyniku kasaty w 1778 roku przeniesiono do Jarosławia OO. Dominikanów. 
Parochowie parochii w Sieniawie:
1785–1826. ks. Jan Chotyniecki.
1827–1838. ks. Cyprian Chotyniecki.
1838–1839. ks. Mikołaj Ludkiewicz (administrator excuriendo z Leżachowa).
1839–1891. ks. Klemens Wachnianin.
1891–1904. ks. Ignacy Wachnianin.
1905–1919. ks. Wasyl Klisz.
1920–?. ks. Michał Dyhdalewicz.
?–1928. ks. Michał Colta (administrator).
1928–1945. ks. Antoni Melnyczuk.

## Kościół rzymskokatolicki
W 1947 roku po wysiedleniu ludności greckokatolickiej cerkiew została przejęta przez władze państwowe, które w latach 50. XX wieku urządziły w niej magazyn PGR. W połowie lat 80. XX wieku, dawna cerkiew była remontowana i przejęta przez miejscową parafię rzymskokatolicką, jako kościół pw. św. Jana Chrzciciela. Od 1993 roku przez kilkanaście lat kościół ten był udostępniany wiernym obrządku greckokatolickiego. Następnie pełnił funkcję domu przedpogrzebowego. 
Z powodu pogarszającego się stanu technicznego obiektu w 2016 roku gmina Sieniawa przejęła obiekt w użytkowanie w celu uzyskania dofinansowania z programu ochrony zabytków. Podczas remontu odkryto polichromie z XVIII i XIX wieku, a pod posadzką krypty z pochówkami 93 osób z XVIII wieku. W 2018 roku przeprowadzono generalny remont kościoła. 
7 października 2018 roku abp Adam Szal poświęcił odnowiony kościół.

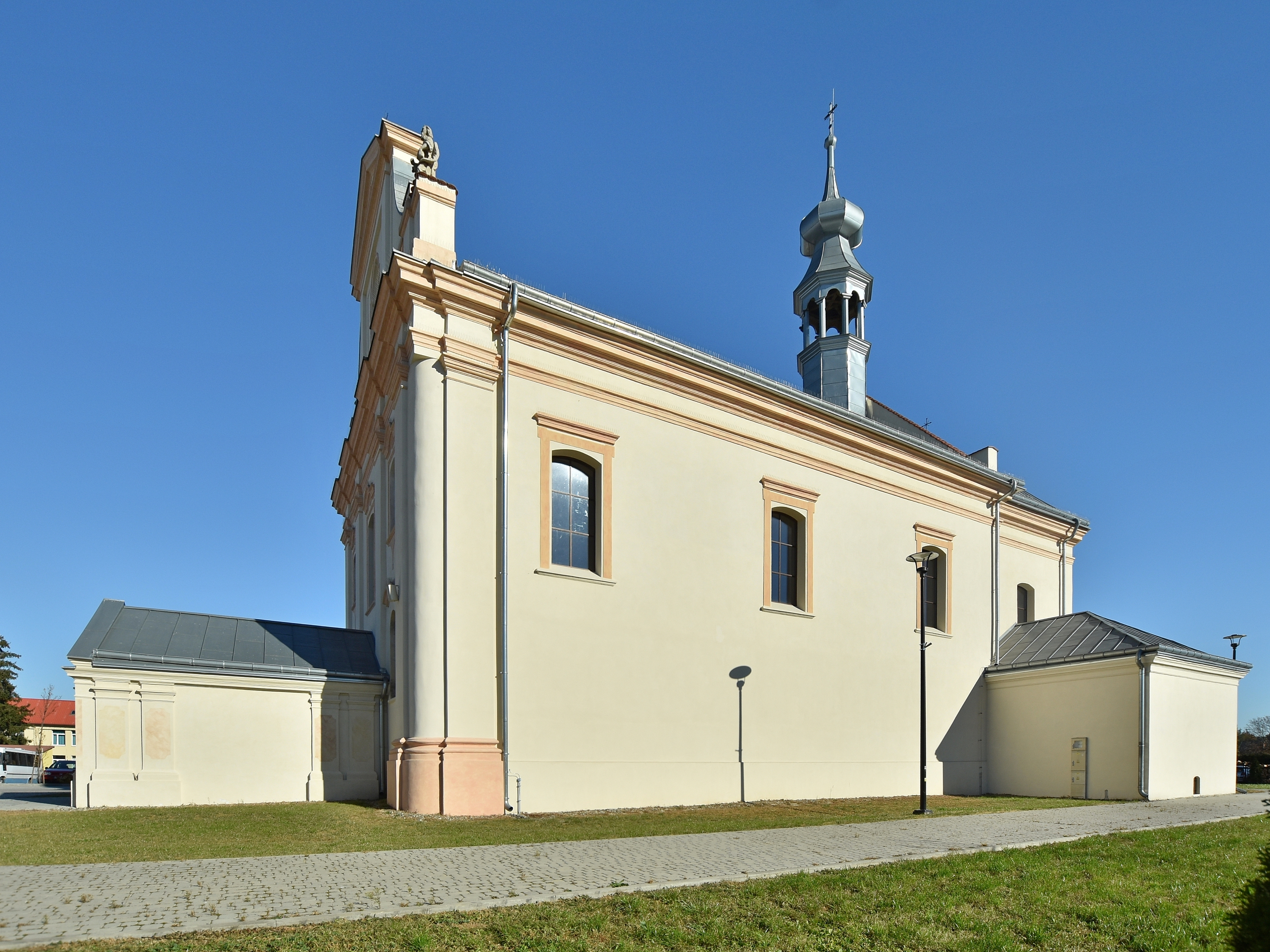
Elewacja boczna
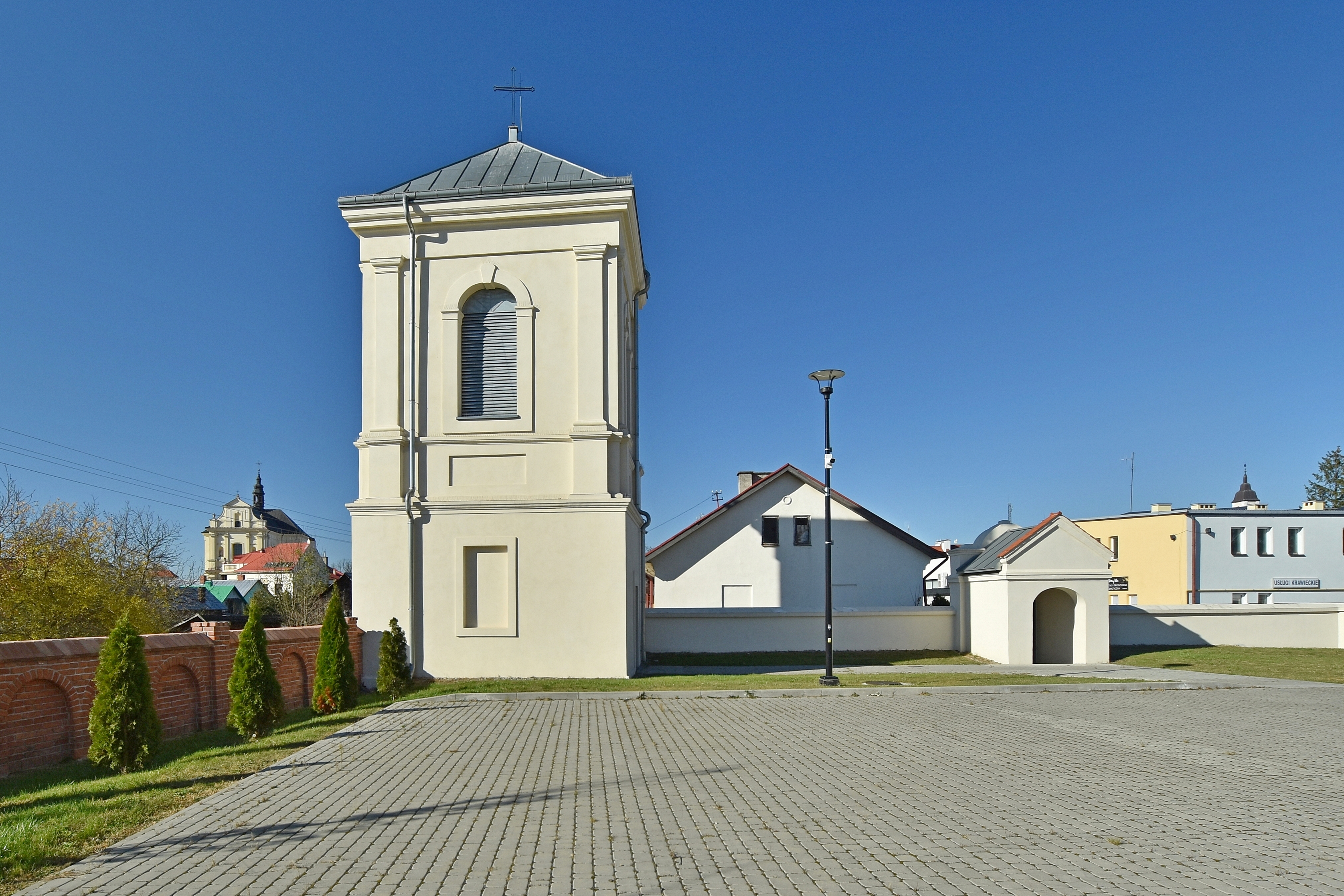
Dzwonnica